# Strobilanthes cyclus
Strobilanthes cyclus là một loài thực vật có hoa trong họ Ô rô. Loài này được C.B. Clarke ex W.W. Sm. miêu tả khoa học đầu tiên năm 1918.